# نوک‌شاخ دم‌دراز غربی
نوک‌شاخ دم‌دراز غربی (نام علمی: Horizocerus albocristatus) گونه‌ای از نوک‌شاخ (خانواده Bucerotidae) است که در جنگل‌های نمناک غرب آفریقا یافت می‌شود. در گذشته به عنوان همنوع نوک‌شاخ دم‌دراز شرقی (Horizocerus cassini) با نام انگلیسی «نوک‌شاخ کاکل‌سفید» در نظر گرفته می‌شد.